# Alexandru Dănilă
Alexandru Dănilă (n. 1865, satul Feisa, comuna Jidvei, Comitatul Târnava-Mică, Regatul Ungariei – d. 31 decembrie 1953) a fost un deputat în Marea Adunare Națională de la Alba-Iulia, organismul legislativ reprezentativ al „tuturor românilor din Transilvania, Banat și Țara Ungurească”, cel care a adoptat hotărârea privind Unirea Transilvaniei cu România, la 1 decembrie 1918.

## Biografie
Alexandru Dănilă a fost delegat al satului Feisa, comuna Jidvei. În satul natal s-a afirmat ca gospodar de frunte, între consătenii săi. Ca răsplată pentru vrednicia sa, a fost ales și trimis ca reprezentant al satului, la Marea Adunare Națională de la 1 decembrie 1918 din Alba-Iulia.
După Marea Unire a continuat să se afirme ca bun gospodar al satului. A încetat din viață, la vârsta de 88 de ani, la 31 decembrie 1953.